# Tongqi
Tongqi (同妻) is een Chinees neologisme voor vrouwen die met homoseksuele mannen zijn getrouwd. Het equivalent is tongfu (同夫); mannen die met lesbische vrouwen zijn getrouwd. Liu Dalin, een van de eerste seksuologen op het vasteland van China, schat dat 90% van de homoseksuele Chinese mannen met een heteroseksuele vrouw trouwt. Ter vergelijking: in de Verenigde Staten deed vermoedelijk 15-20% van de homoseksuele mannen vanaf 2010 hetzelfde.
Chinese mannen staan over het algemeen onder sociale druk om te trouwen en een mannelijke erfgenaam voort te brengen om op die manier de familielijn voort te zetten, aangezien confucianistische schrijvers zoals Mencius hier sterk de nadruk op leggen. Voorouderverering is binnen het Chinees huwelijk eveneens een belangrijke en traditionele gewoonte.

## Etymologie
Het woord 'tongqi' (同妻) combineert 同 (tong), van 同性戀 (tongxinglian, 'homoseksualiteit') of van 同志 (tongzhi, slang voor 'gay'), met 妻 (qi, 'echtgenote'). Hetzelfde geldt voor 'tongfu' (同夫), dat 同 (tong) combineert met 夫 (fu, 'echtgenoot').

## Achtergrond
Weinig van de vrouwen die een dergelijk huwelijk aangaan, zijn zich ervan bewust dat hun (toekomstige) echtgenoot homoseksueel is. Wanneer zij tot de ontdekking komen dat dit het geval is, maakt het merendeel van deze vrouwen zich meer zorgen over het sociale stigma van gescheiden zijn in de Chinese samenleving dan over het hebben en onderhouden van een liefdeloos huwelijk. Voor de mannen zorgt de schaamte om als homoseksueel te worden gestigmatiseerd ervoor dat zij in eerste plaats een huwelijk aangaan.
Vrouwen zijn in China vaak afhankelijk van hun man om te overleven. Een scheiding zorgt naast sociale problemen dus ook voor financiële problemen. Als gevolg eindigt slechts 31,2% van de tongqi-huwelijken in een scheiding. Daarbij komt dat de echtscheidingswetten in China vrouwen niet toestaan om ontbinding van het huwelijk aan te vragen wanneer de homoseksuele geaardheid van de echtgenoot de reden is.

### Samenwerkingshuwelijk
Een recente ontwikkeling onder Chinese homoseksuele mannen en vrouwen is het zogenoemde 'samenwerkingshuwelijk'. Hierbij trouwen ze in het openbaar met elkaar terwijl ze privé samenleven met een partner van hetzelfde geslacht. Er zijn diensten beschikbaar die helpen bij het matchen van homoseksuele mannen en vrouwen met het oog op een dergelijk huwelijk, om zo aan de sociale druk te kunnen ontsnappen.